# Édouard Bertin
Pour les articles homonymes, voir Bertin.
Édouard Bertin né le 7 octobre 1797 à Paris où il est mort le 14 septembre 1871 est un peintre, dessinateur, lithographe et journaliste français.

## Biographie
François-Édouard Bertin est le fils de Louis-François Bertin, directeur du Journal des débats. Enfant, son portrait sera réalisé par Jean-Baptiste Greuze. Entré à l'École des beaux-arts de Paris, il fréquente successivement les ateliers d'Anne-Louis Girodet, Jean-Joseph-Xavier Bidauld et Louis Étienne Watelet. Après un séjour de quatre ans en Italie, où il peint et dessine d'après nature, il revient à Paris en 1827 dans l'atelier d'Ingres. Il poursuit sa vocation de paysagiste, en France et en Italie, en Belgique et aux Pays-Bas, en Allemagne et en Suisse, en Espagne et en Grèce, en Turquie et en Égypte. Nommé inspecteur des beaux-arts en 1833, il remplit plusieurs missions en Italie. Il expose régulièrement au Salon jusqu'en 1854, date à laquelle il succède à son frère Armand Bertin à la direction du Journal des débats. Il n'en continue pas moins à peindre et à dessiner jusqu'en 1871, alors qu'il ne se déplace plus qu'en fauteuil roulant, et laisse un œuvre qui comprend plus de 3 500 peintures et dessins.
John Lemoinne indique à son propos au moment où il prend la direction du Journal des débats : « il eut une certaine peine des fonctions et à quitter ses habitudes indépendantes d'artiste. Cependant il entra tout naturellement dans son nouveau rôle. Comme tous les siens, il avait toujours vécu dans l'atmosphère de la politique ; il l'avait apprise dans l'air qu'il respirait, dans la société qu'il voyait. Il la savait avant d'avoir à la pratiquer. Il possédait une instruction très étendue. Étant d'habitudes assez sédentaires, il lisait énormément ; il était au courant de tout, et rien ne lui était étranger ». À sa mort en 1871, la direction des Débats est confiée par Léon Say à Jules Bapst, tous deux gendres d'Armand.

## Famille
- François Bertin (1717-1774), marié à Françoise Le Duc (1745-1816), dont :
  - Louis-François Bertin (1766-1841), marié à Geneviève Boutard (vers 1775-1838), dont :
    - Édouard François Bertin (1797-1871)[5] ;
    - Armand Bertin (1801-1854), marié en mars 1829 avec Cécile Marianne Dollfus (1806-1853) ;
    - Louise Bertin (1805-1877).

  - Louis François Bertin de Veaux (1771-1842), marié en 1798 avec Augustine Boquet (1780-1849), dont :
    - Auguste François Thomas Bertin de Veaux (1799-1879).

## Collections publiques
Les pays, villes et noms d'institutions sont classés par ordre alphabétique, les œuvres par date.

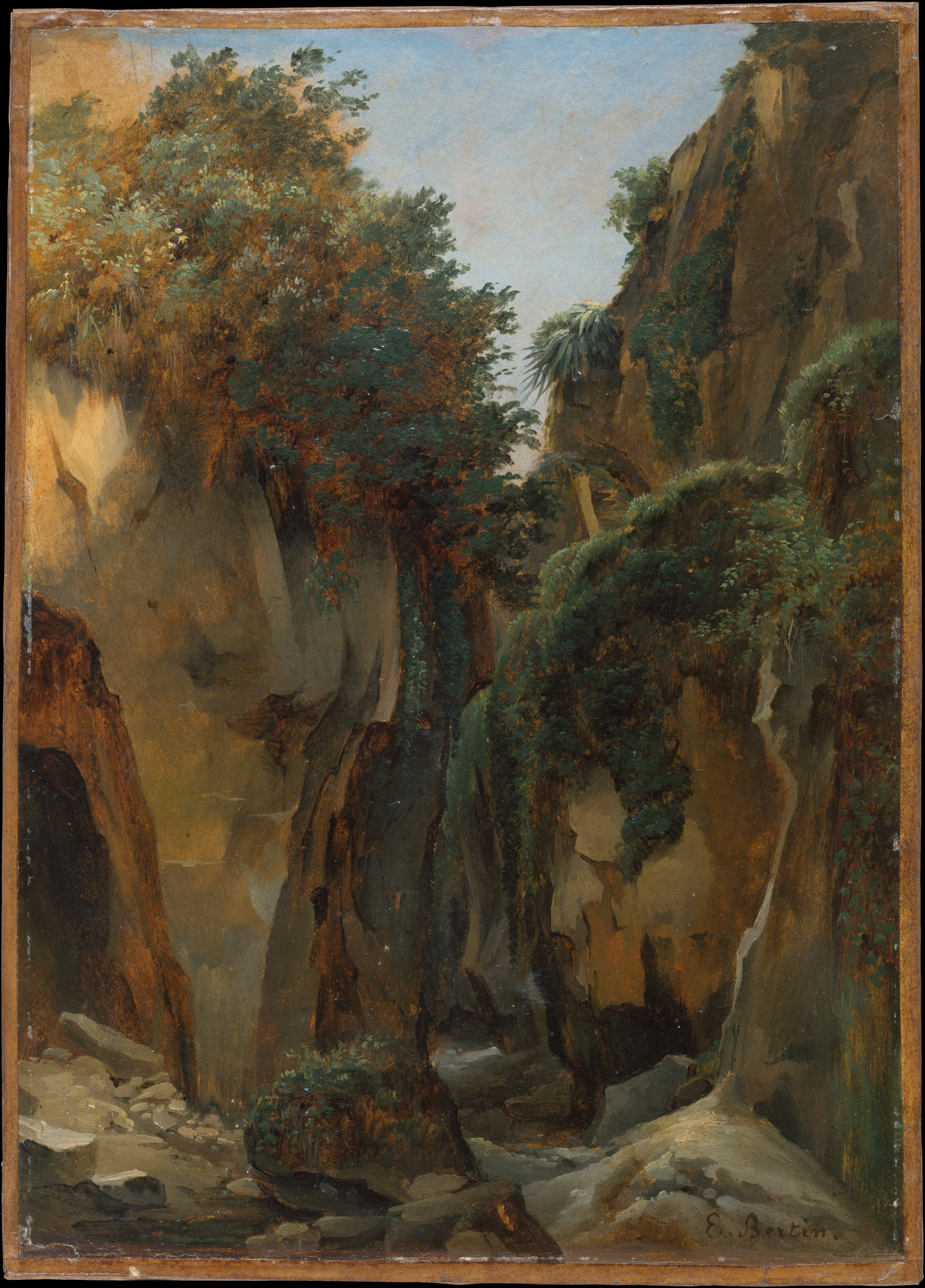
Ravin à Sorrento (après 1821), huile sur papier, New York, Metropolitan Museum of Art.

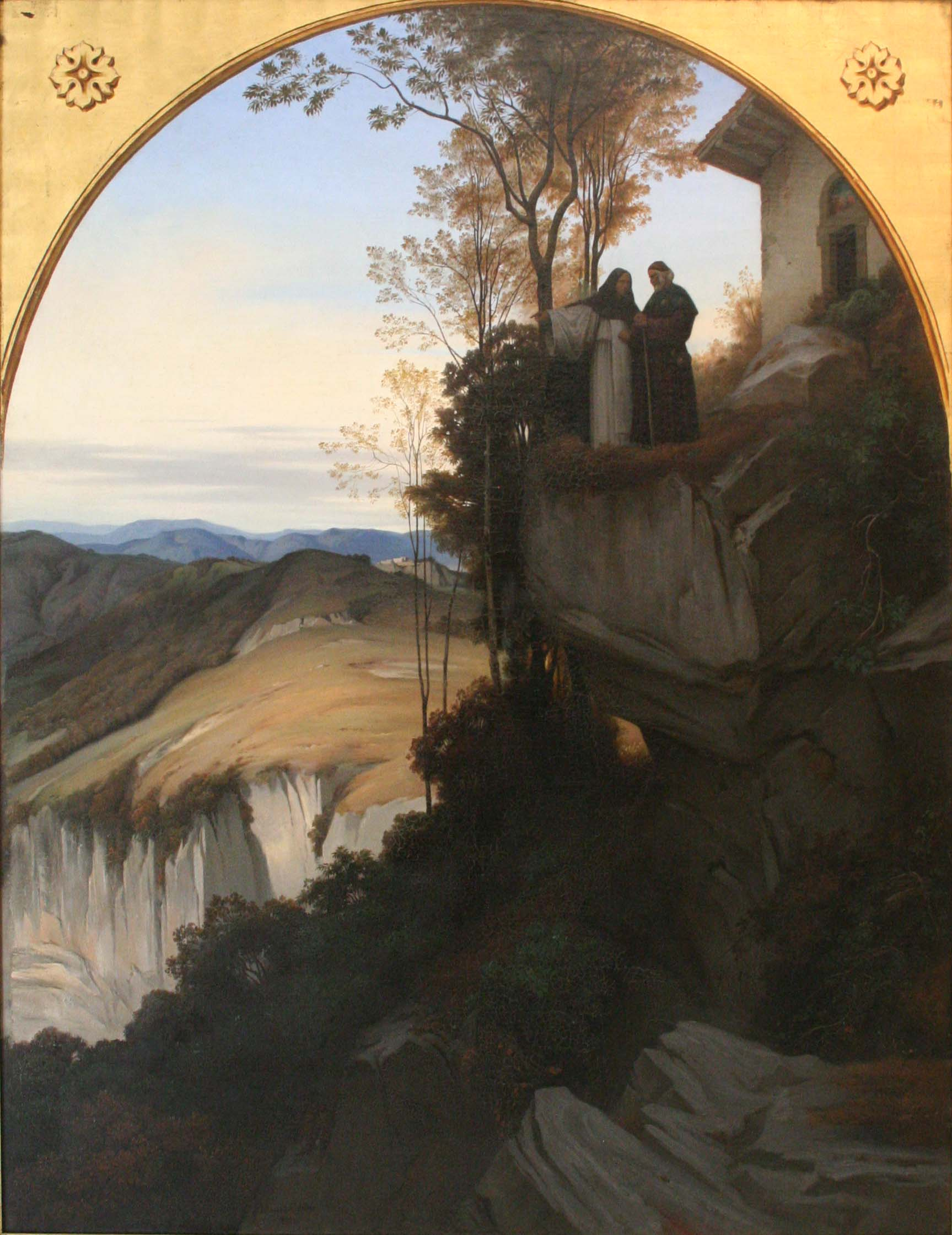
Vue prise dans les Apennins sur le sommet du mont Lavernia (1836), huile sur toile, Montpellier, musée Fabre.

- Beauvais, MUDO - Musée de l'Oise : fonds de vingt dessins provenant de la collection Maurice Boudot-Lamotte, ayant pour sujet les paysages exécutés par Édouard Bertin lors de ses voyages en Suisse, en Italie, puis, entre 1844 et 1848, en Grèce, en Turquie et en Égypte[6].
- Carcassonne, musée des Beaux-Arts : Vue des carrières de la Cervara, 1839.
- Chartres, musée des Beaux-Arts, acquisition par legs, 1940[7] :
  - Paysage de montagnes, dessin, mine de plomb sur papier, 23 × 37,5 cm ;
  - Paysage de campagne, dessin, mine de plomb sur papier, 28,5 × 30 cm ;
  - Entrée d'un village de campagne, Arpino, dessin, mine de plomb sur papier, 34 × 26 cm ;
  - Campagne aux environs de Rome (Italie) , dessin, mine de plomb sur papier, 23 × 32 cm ;
  - Campagne aux environs de Rome (Italie) , dessin, mine de plomb sur papier, 21,5 × 29 cm.
- Montpellier, musée Fabre : Vue prise dans les Apennins sur le sommet du mont Lavernia, 1836.
- Narbonne, musée d'Art et d'Histoire : Les sources de l'Alphée[8].
- Orléans, musée des Beaux-Arts : Tombeau des califes au Caire, 1845 ( ?), crayon noir et craie blanche sur papier vélin bleu, 35,6 x 58,5 cm[9].
- Paris :
  - École nationale supérieure des beaux-arts : 
    - Castel Fusano, près de Rome, pierre noire et craie blanche et bleue sur papier bleu cintré, 41,7 × 54,9 cm[10]. Bertin fait son voyage en Italie entre 1821 et 1823 où il est émerveillé devant la nature méditerranéenne. La pineraie de Castelfusano est un lieu privilégié des paysagistes du XIXe siècle et Bertin ne manque pas de croquer à son tour ce grand massif d'arbres aux formes pittoresques[11] ;
    - Villa Pamphili-Rome, pierre noire et craie blanche sur papier bleu cintré, 59 × 43 cm[12]. Bertin a arpenté les lieux les plus fréquentés de Rome dont le parc de la villa Pamphili. Ce dessin est très composé dans sa mise en page et ses effets de lumière. Il est le résultat d'une recomposition en atelier d'après des notations rapides prises sur le vif[13] ;
    - Paysage d'Italie, esquisse au graphite, plume, encre brune, lavis brun, rehauts d'aquarelle verte, ocre et bleue sur papier beige, 38,9 × 55,9 cm[14]. Cette vue ne porte aucune indication de lieu mais elle est inspirée sans aucun doute des sites italiens, et en particulier des alentours de Rome qui ont particulièrement retenu l'attention de Bertin lors de son voyage[15] ;
    - Meyringhen, plume et encre brune sur esquisse au graphite sur papier beige, 48 × 63 cm[16]. C'est en 1844 que Bertin séjourne en Suisse, avant de partir l'année suivante pour l'Orient. Le site montagneux de Meyringhen, située sur le prolongement de la rive est du Brienzersee, semble avoir été une des destinations préférées de l'artiste. Cette composition se distingue par son cadrage serré sur une partie d'un versant montagneux occupé d'éboulis rocheux[17] ;
    - Brousse - Asie mineure, pierre noire et craie blanche sur papier bleu cintré, 27,5 × 38,4 cm[18]. Bertin entreprend en 1845 un voyage qui le mène de la Turquie à l'Égypte. Il s'arrête notamment à Bursa, une des plus grandes villes de la région de Marmara situées le long de la mer Noire. Cette ville retient l'attention de l'artiste en raison de sa grande mosquée, qui comporte vingt dômes et deux minarets[19].

  - Église Saint-Thomas-d'Aquin : Le Christ au Mont des Oliviers, 1837.
  - Musée d'Orsay :
    - Vue de la forêt de Fontainebleau, 1831 ;
    - Un ermitage dans une ancienne excavation étrusque près de Viterbe, 1833.
- Semur-en-Auxois, musée : Vue d'un jardin d'une villa au bord du lac de Côme, 1836, huile sur papier marouflé sur toile.

Œuvres d'Édouard Bertin
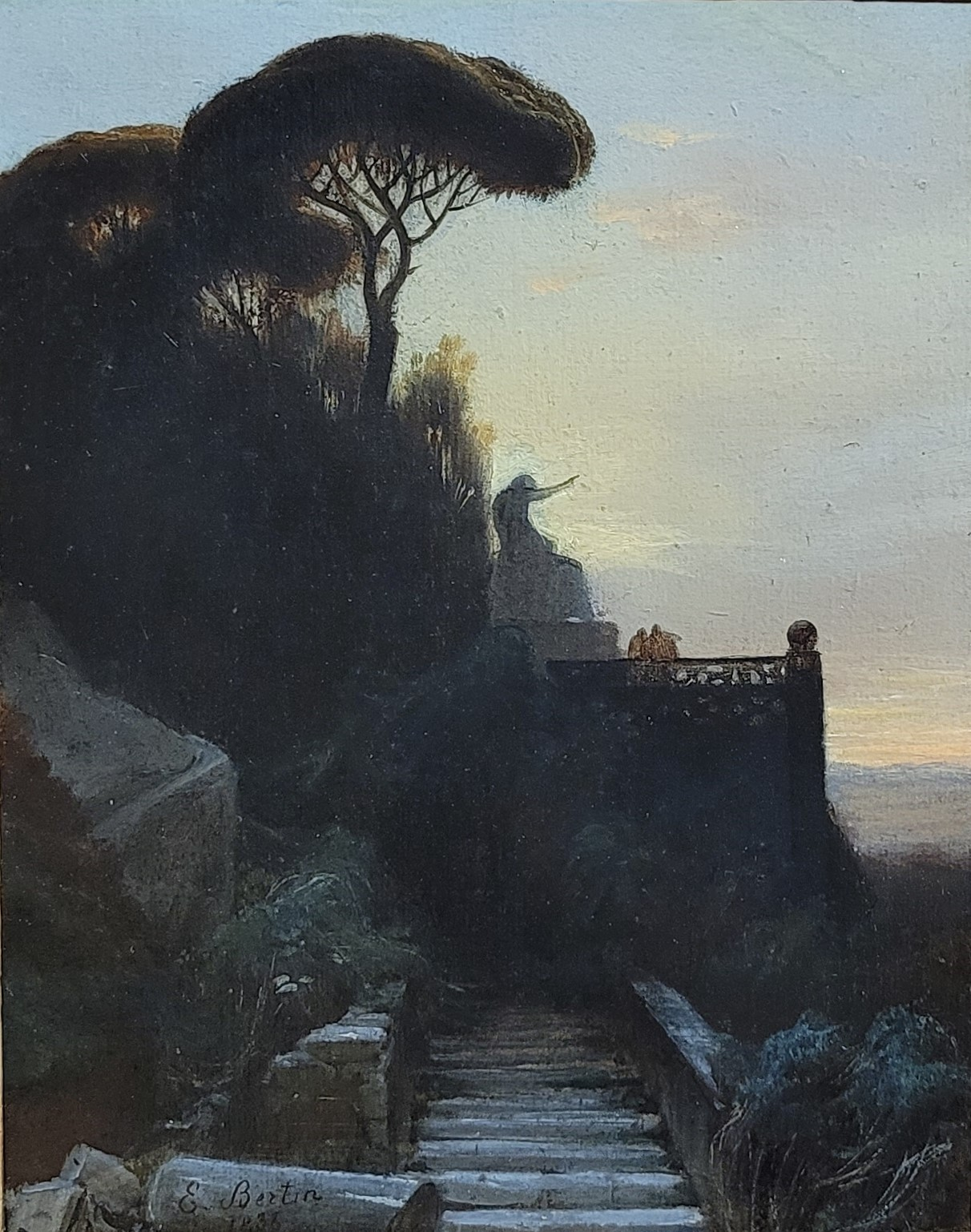
Vue d'un jardin d'une villa au bord du lac de Côme, 1836, huile sur papier marouflé sur toile, musée de Semur-en-Auxois.
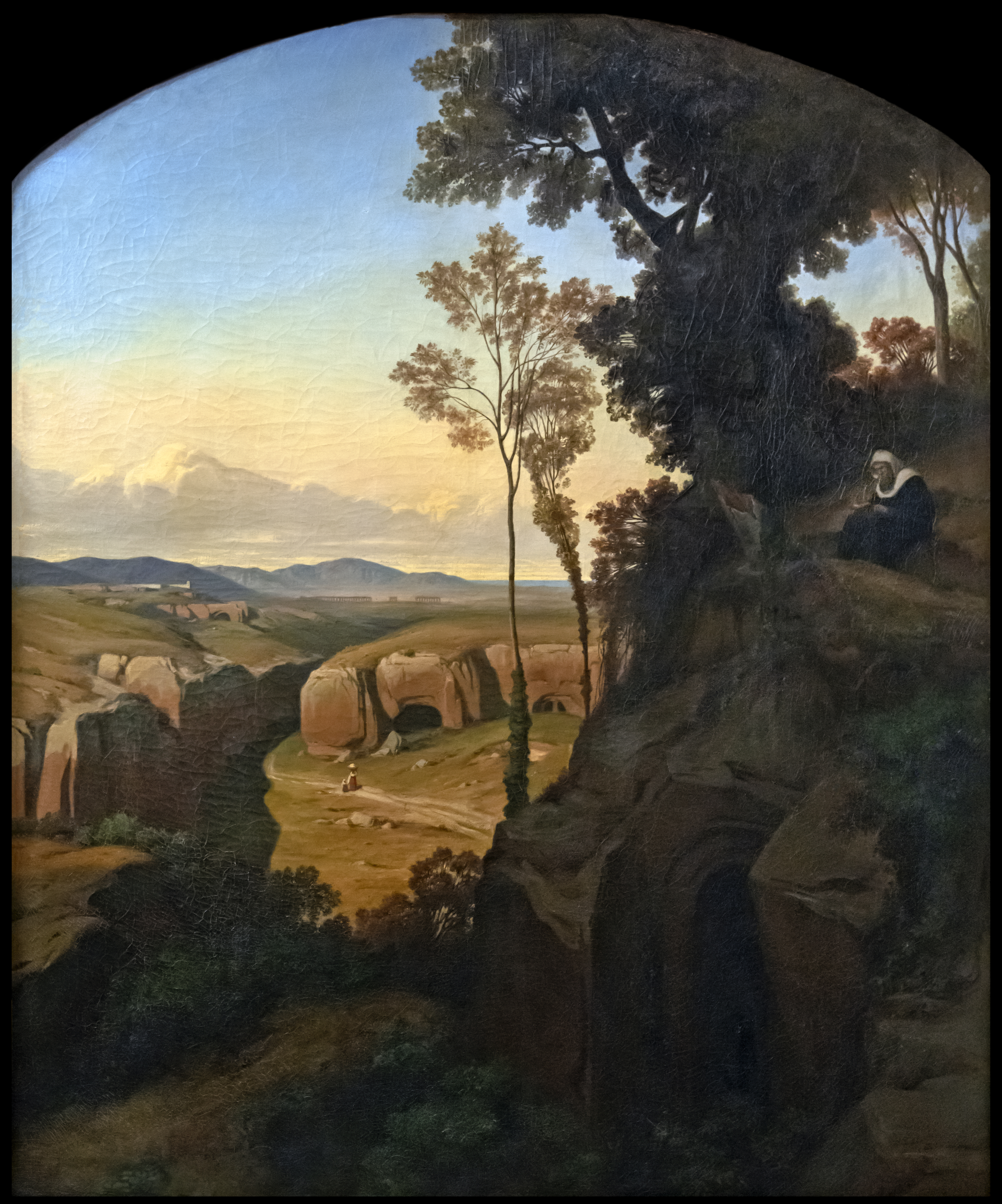
Vue des carrières de la Cervara (avant 1839), huile sur toile, musée des Beaux-Arts de Carcassonne.
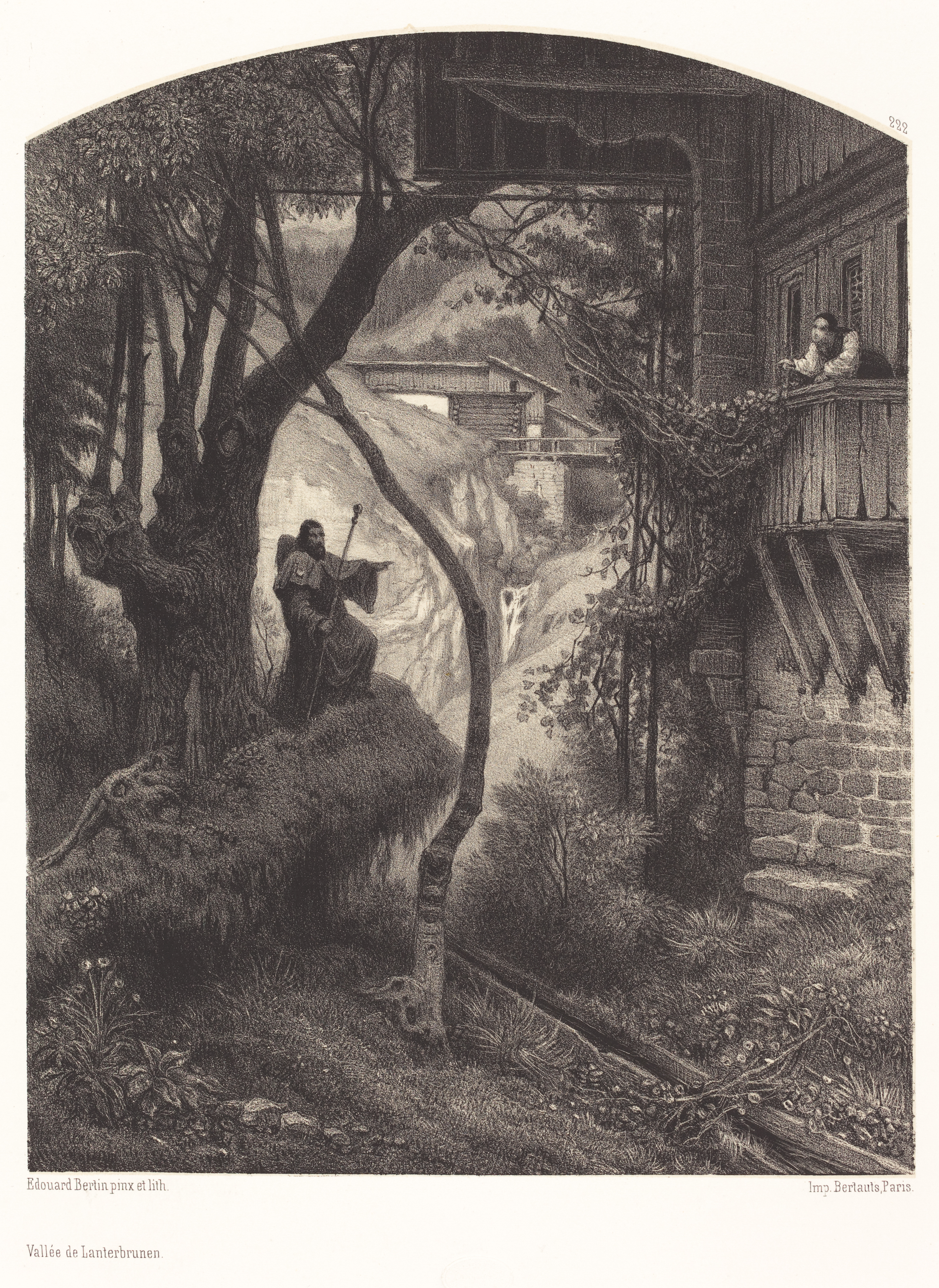
Vallée de Lanterbrunen (vers 1852), lithographie, Washington, National Gallery of Art.
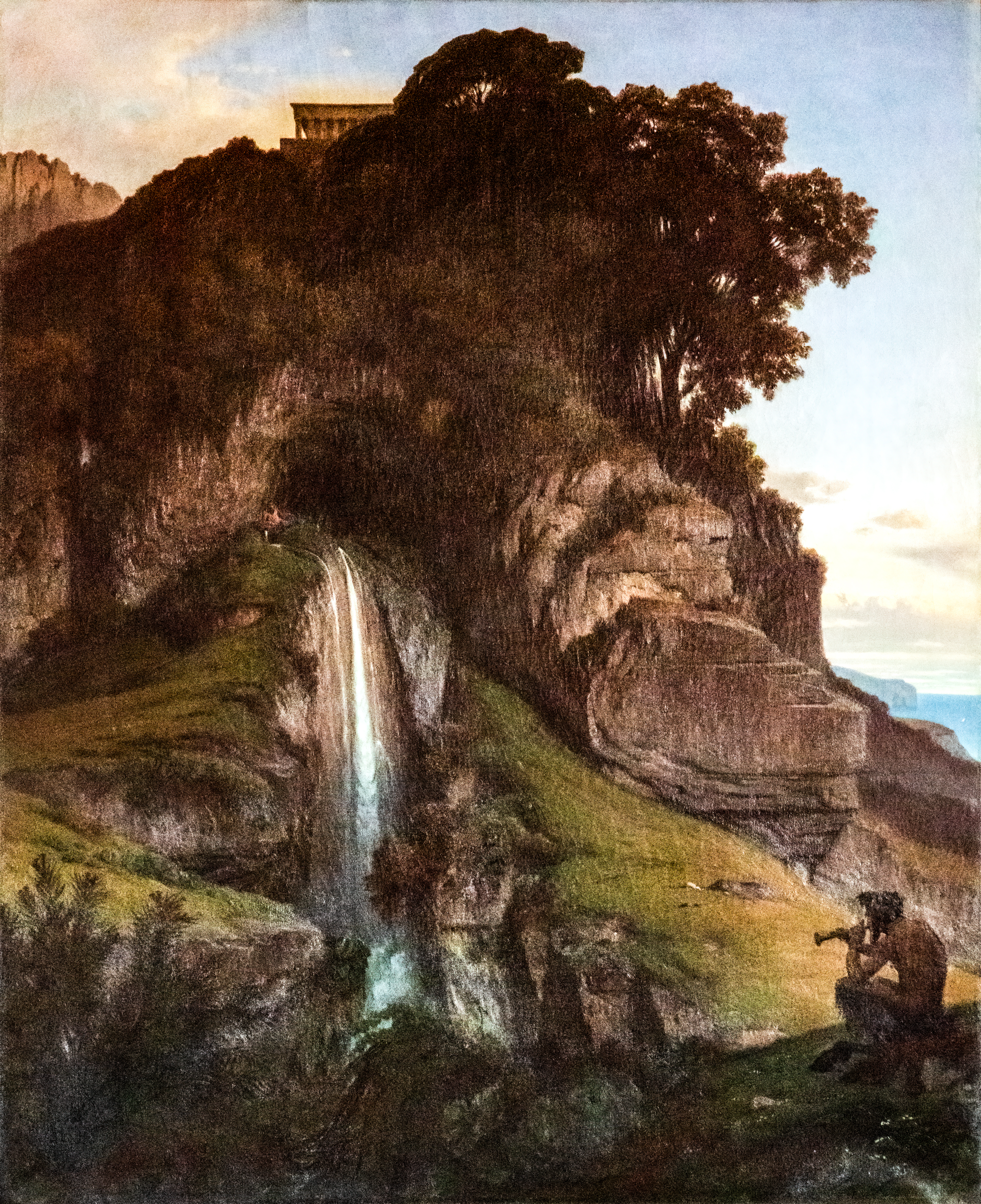
Les Sources de l'Alphée (avant 1853), huile sur toile, musée d'Art et d'Histoire de Narbonne.
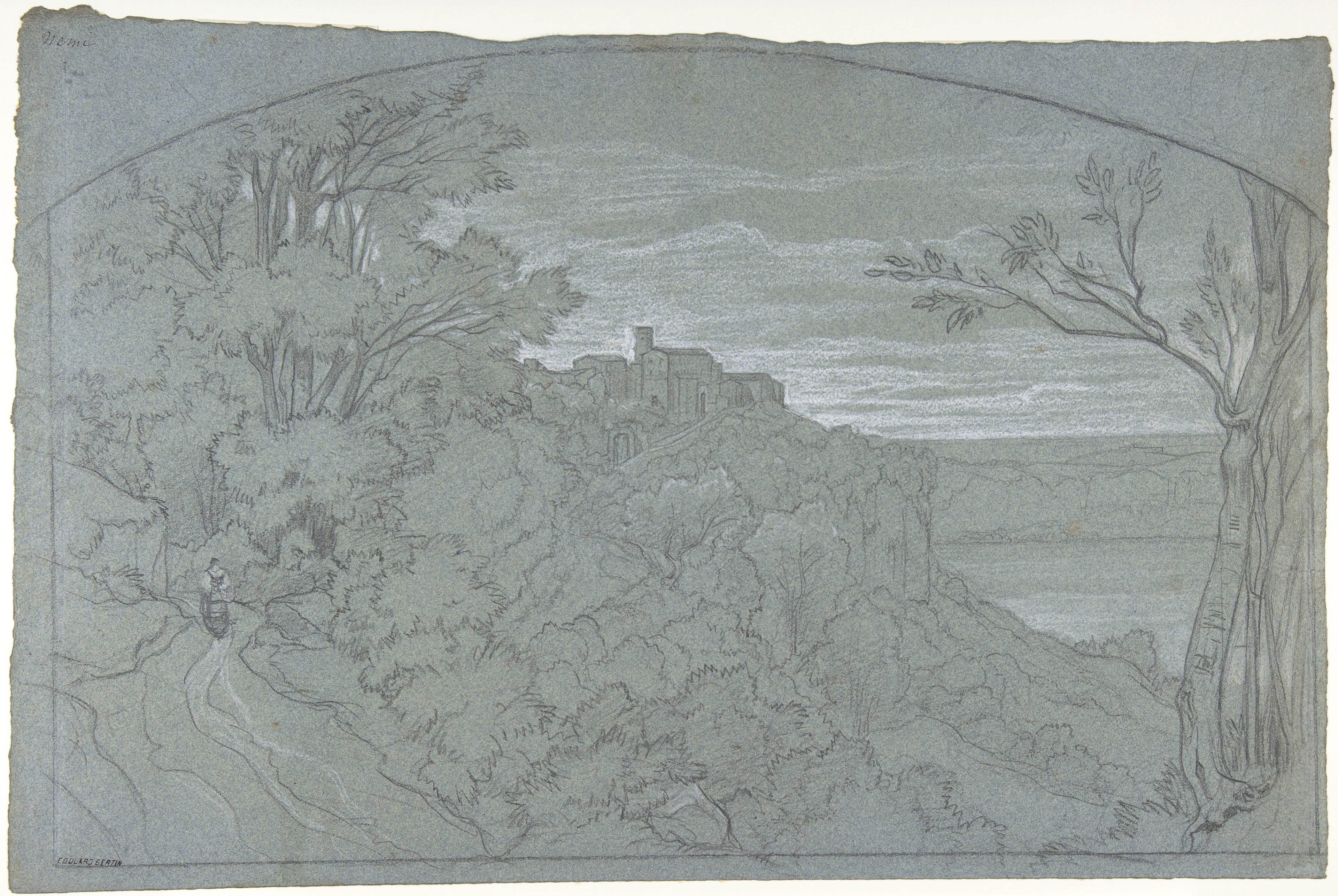
La Ville et le lac de Nemi, dessin, New York, Metropolitan Museum of Art.
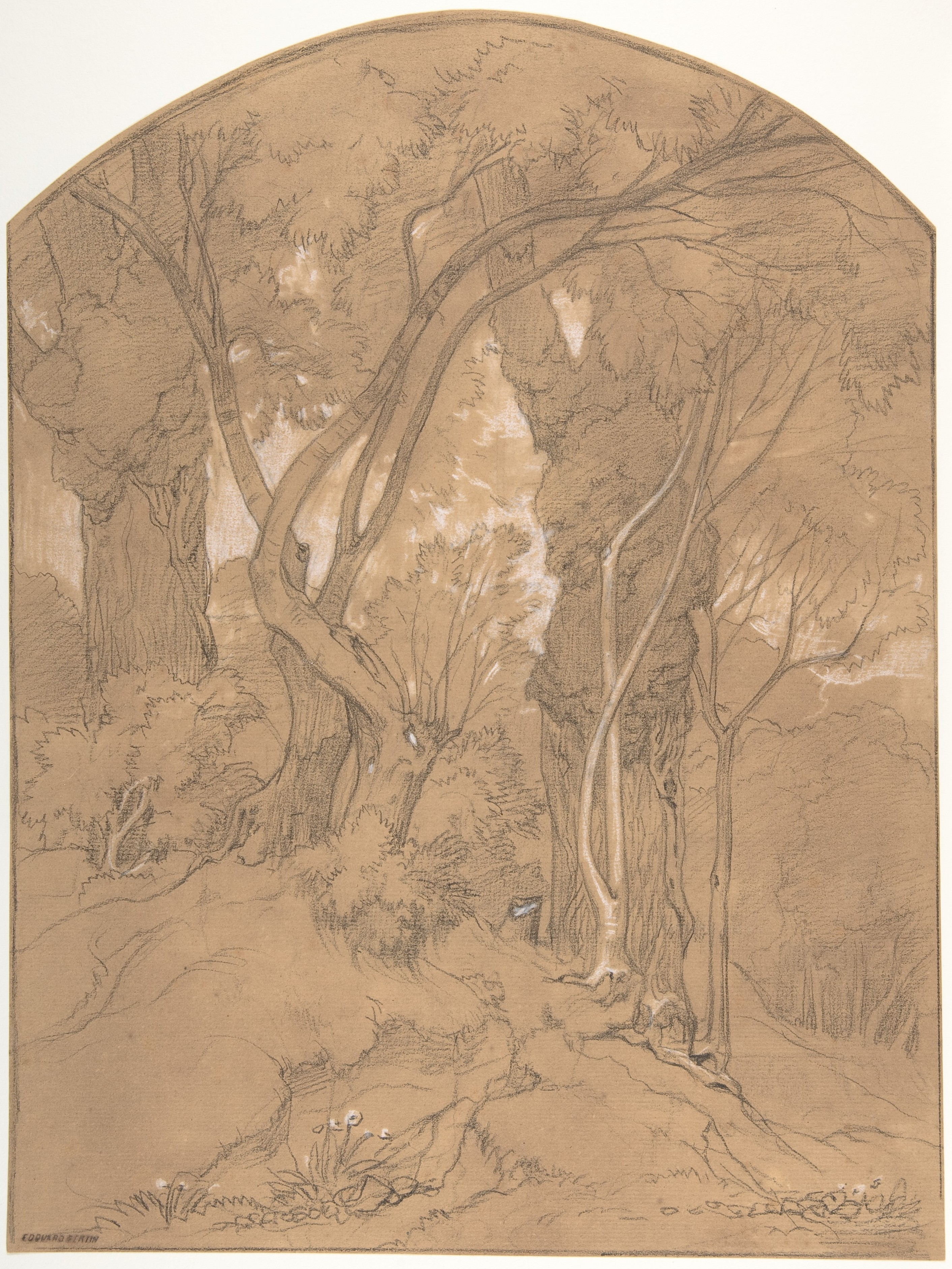
Arbres dans une forêt, dessin, New York, Metropolitan Museum of Art.

## Distinctions
- Chevalier de la Légion d'honneur en 1833[20].